# The World Has Turned and Left Me Here
«The World Has Turned and Left Me Here» es la tercera canción la banda estadounidense Weezer, incluida en su álbum de estudio debut, The Blue Album. La canción fue escrita por el cantante y guitarrista Rivers Cuomo y el baterista Patrick Wilson, entre diciembre de 1991 y enero de 1992, antes de que Weezer empezara, y esta es la primera canción escrita que finalmente sería incluida en The Blue Album.
Rivers Cuomo dijo que esta canción y la n.º 2, «No One Else», están conectadas líricamente. Cuomo describe al narrador de «No One Else» como «lo celoso-obsesivo en mí enloqueciendo por mi novia» y en «The World Has Turned and Left Me Here» es el mismo tipo preguntándose por qué ella se ha ido. 
Esta canción no fue tocada en vivo por Weezer desde 1997, siendo la única de los tres primeros álbumes que no fue tocada desde esa época. En 2006, Cuomo respondió vagamente en una entrevista hecha por los fanáticos de Weezer en la página web, que lo razón por esta omisión fue: "Creo que sentimos que no iría bien".

## Influencia de la canción
El líder de Yellowcard, Ryan Key, se ha tatuado alrededor de su muñeca The World Has Spun and Left Me Here.

## Músicos
- Rivers Cuomo – primera guitarra y voz.
- Patrick Wilson – batería.
- Brian Bell – guitarra rítmica.
- Matt Sharp – bajo.

## Productor discográfico
- Ric Ocasek.

- Datos: Q7775970